# Thea Sybesma
Thea Sybesma (Idskenhuizen, 18 de noviembre de 1960) es una deportista neerlandesa que compitió en triatlón y duatlón.
Ganó una medalla de oro en el Campeonato Europeo de Triatlón de 1990, dos medallas en el Campeonato Europeo de Triatlón de Media Distancia entre los años 1990 y 1992, y una medalla de oro en el Campeonato Europeo de Triatlón de Larga Distancia de 1991. En Ironman consiguió una medalla de bronce en el Campeonato Mundial de 1992.
En duatlón obtuvo tres medallas en el Campeonato Mundial de Duatlón entre los años 1990 y 1992, y tres medallas de oro en el Campeonato Europeo de Duatlón entre los años 1990 y 1992.

## Palmarés internacional
| Campeonato Europeo | Campeonato Europeo | Campeonato Europeo | Campeonato Europeo |
| Año                | Lugar              | Medalla            | Prueba             |
| ------------------ | ------------------ | ------------------ | ------------------ |
| 1990               | Linz (Austria)     | Medalla de oro     | Individual         |

| Campeonato Europeo | Campeonato Europeo   | Campeonato Europeo | Campeonato Europeo |
| Año                | Lugar                | Medalla            | Prueba             |
| ------------------ | -------------------- | ------------------ | ------------------ |
| 1990               | Tréveris (RFA)       | Medalla de plata   | Individual         |
| 1992               | Joroinen (Finlandia) | Medalla de bronce  | Individual         |

| Campeonato Europeo | Campeonato Europeo    | Campeonato Europeo | Campeonato Europeo |
| Año                | Lugar                 | Medalla            | Prueba             |
| ------------------ | --------------------- | ------------------ | ------------------ |
| 1991               | Almere (Países Bajos) | Medalla de oro     | Individual         |

| Campeonato Mundial | Campeonato Mundial     | Campeonato Mundial | Campeonato Mundial |
| Año                | Lugar                  | Medalla            | Prueba             |
| ------------------ | ---------------------- | ------------------ | ------------------ |
| 1992               | Hawái (Estados Unidos) | Medalla de bronce  | Individual         |

| Campeonato Mundial | Campeonato Mundial              | Campeonato Mundial | Campeonato Mundial |
| Año                | Lugar                           | Medalla            | Prueba             |
| ------------------ | ------------------------------- | ------------------ | ------------------ |
| 1990               | Cathedral City (Estados Unidos) | Medalla de oro     | Individual         |
| 1991               | Cathedral City (Estados Unidos) | Medalla de bronce  | Individual         |
| 1992               | Fráncfort (Alemania)            | Medalla de bronce  | Individual         |
| Campeonato Europeo |                                 |                    |                    |
| Año                | Lugar                           | Medalla            | Prueba             |
| 1990               | Zofingen (Suiza)                | Medalla de oro     | Individual         |
| 1991               | Birmingham (Reino Unido)        | Medalla de oro     | Individual         |
| 1992               | Madrid (España)                 | Medalla de oro     | Individual         |